# Варжен-Алегри
Варжен-Алегри (порт. Vargem Alegre) — муниципалитет в Бразилии, входит в штат Минас-Жерайс. Составная часть мезорегиона Вали-ду-Риу-Доси. Входит в экономико-статистический микрорегион Каратинга. Население составляет 7347 человек на 2006 год. Занимает площадь 116,614 км². Плотность населения — 63,0 чел./км².

## Статистика
- Валовой внутренний продукт на 2003 год составляет 17 289 118,00 реалов (данные: Бразильский институт географии и статистики).
- Валовой внутренний продукт на душу населения на 2003 год составляет 2477,31 реалов (данные: Бразильский институт географии и статистики).
- Индекс развития человеческого потенциала на 2000 год составляет 0,698 (данные: Программа развития ООН).